# Пастерка (Нижньосілезьке воєводство)
Пастерка (пол. Pasterka, нім. Passendorf) — село в Польщі, у гміні Радкув Клодзького повіту Нижньосілезького воєводства.
Населення — 21 особа (2011).
У 1975-1998 роках село належало до Валбжиського воєводства.

## Демографія
Демографічна структура станом на 31 березня 2011 року:
|          | Загалом | Допрацездатний вік | Працездатний вік | Постпрацездатний вік |
| -------- | ------- | ------------------ | ---------------- | -------------------- |
| Чоловіки | 10      | 1                  | 7                | 2                    |
| Жінки    | 11      | 2                  | 5                | 4                    |
| Разом    | 21      | 3                  | 12               | 6                    |